# Grzegorz Krzemiński

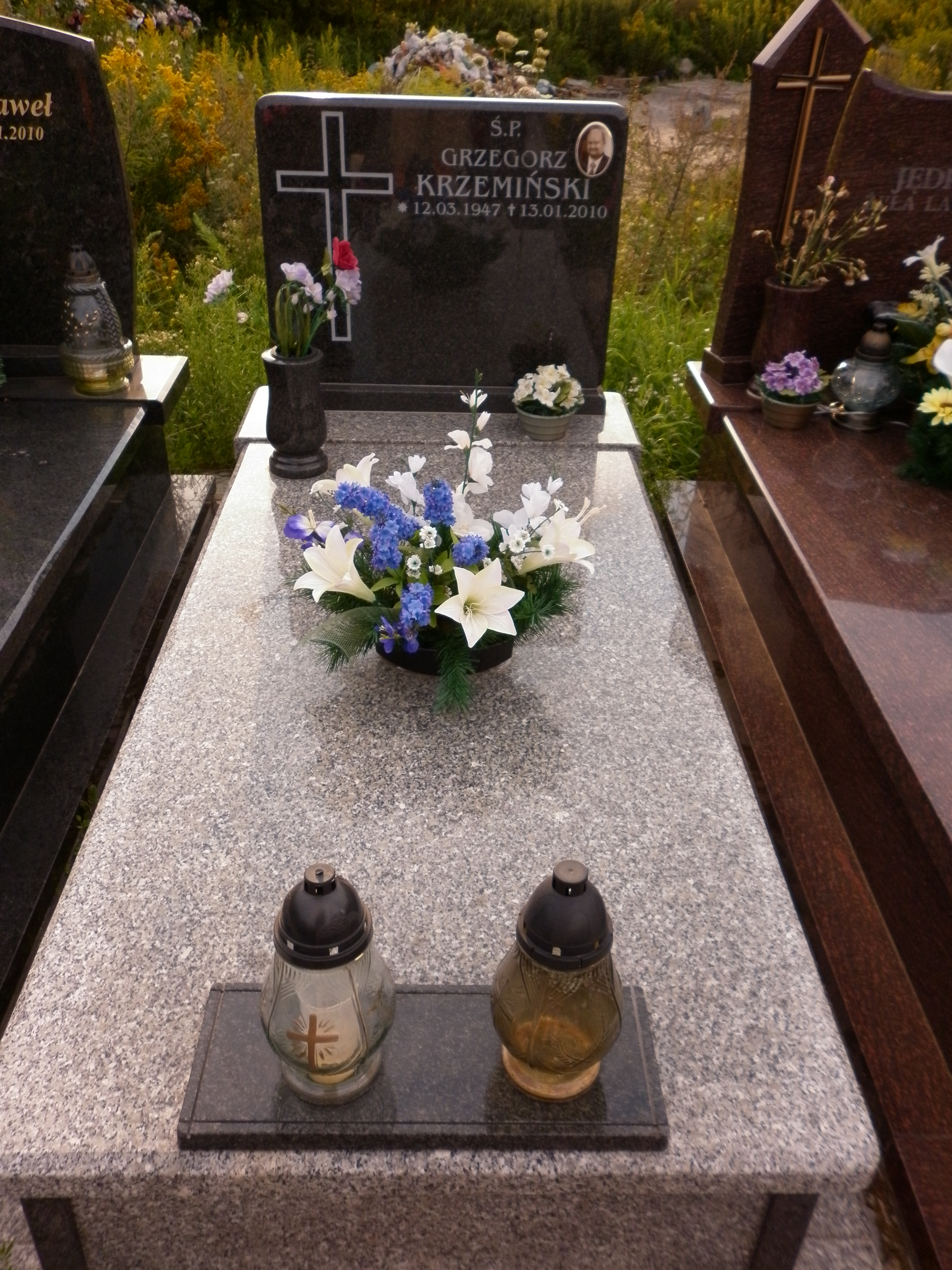
Grób na cmentarzu św. Zofii Barat

Grzegorz Adam Krzemiński (ur. 12 marca 1947 w Radomsku, zm. 13 stycznia 2010 w Warszawie) – polski dziennikarz sportowy. 

## Życiorys
Absolwent germanistyki Uniwersytetu Warszawskiego, a następnie Studium Dziennikarskiego tegoż Uniwersytetu.  Od 1971 był dziennikarzem Przeglądu Sportowego. W 1976 został szefem działu informacji. W 2001 został odznaczony Krzyżem Kawalerskim Orderu Odrodzenia Polski (M.P. nr 23, poz. 406).
Został pochowany na warszawskim cmentarzu w Grabowie.